# Ałmaz (1903)
Ałmaz (ros. Алмаз) – rosyjski krążownik nieopancerzony z początku XX wieku, klasyfikowany jako krążownik 2 rangi lub jacht, przebudowany następnie na krążownik lotniczy. Należał do Floty Bałtyckiej, a następnie Floty Czarnomorskiej w latach 1903–1924.

## Budowa i opis
Stępka została położona 12 września 1902 r. w Zakładach Bałtyckich w Sankt Petersburgu. Okręt zwodowano 19 maja 1903 r. Miał drewniany pokład obity blachą o grubości 76 mm. Był to mały nieopancerzony krążownik, przeznaczony głównie do działań rozpoznawczych, klasyfikowany jako krążownik II rangi i określany też jako jacht. Początkowo jego uzbrojenie stanowiły 4 armaty 75 mm, 8 armat 47 mm i 2 karabiny maszynowe.

## Służba

### Wojna rosyjsko-japońska
W listopadzie 1903 roku wszedł do służby we Flocie Bałtyckiej. Jego dowódcą został kpt. 2 rangi Iwan I. Czagin. Okręt został od razu skierowany na Daleki Wschód, w składzie zespołu kontradmirała Andersa Wireniusa, płynącego tam przez Morze Śródziemne. Po drodze „Ałmaz” musiał jednak pozostać w Algierze w celu dokowania. Sam zespół kadm. Wireniusa zaś, z pancernikiem „Oslabia” na czele, po wybuchu wojny z Japonią został zawrócony 2/15 lutego 1904 roku z Dżibuti z powrotem do Rosji. „Ałmaz” wziął następnie udział w wojnie rosyjsko-japońskiej. Został włączony do II Eskadry Oceanu Spokojnego i wraz z nią z innymi okrętami Floty Bałtyckiej wypłynął z Libawy 2/15 października 1905 roku na Ocean Spokojny. Po klęsce w bitwie morskiej pod Cuszimą 27–28 maja 1905 r., jako jedyny z krążowników, choć uszkodzony (1 oficer i 4 marynarzy zabitych, zaś 11 marynarzy rannych), przedostał się do Władywostoku.
W połowie 1905 r. przeszedł tam przezbrojenie (3 działa 120 mm L/45, 10 dział 75 mm, 2 działa 47 mm). Później uzbrojenie ponownie zredukowano do 6 dział 75 mm i 6 dział 47 mm. Na początku listopada 1905 roku powrócił na Morze Bałtyckie. Dowództwo objął kpt. 2 rangi A. I. Ugriumow. Od 1906 r. pełnił rolę okrętu dyspozycyjnego. W lipcu-wrześniu 1907 r. odbył rejs na Daleką Północ, przypływając do Murmańska. W 1908 r. okręt uzyskał status jachtu carskiego. Otrzymał dodatkowe pomieszczenia mieszkalne, zapewniające carowi i jego rodzinie wysoki komfort podróży. W I poł. 1911 r. miał miejsce remont generalny okrętu w Zakładach Franko-Ruskich, po czym włączono go w skład Floty Czarnomorskiej. Nowym dowódcą został kpt. I rangi Putiatin.

### I wojna światowa
Okręt uczestniczył w I wojnie światowej. Zostało wówczas zainstalowanych na nim 7 dział kal. 120 mm (L/45), zdecydowanie wzmacniając siłę ognia. W 1914 został przebudowany na krążownik lotniczy przewożący 4 wodnosamoloty (wodowane za pomocą dźwigów). 5 listopada 1914 r. brał udział w bitwie morskiej koło przylądka Sarycz z okrętami tureckimi, jako pierwszy wykrywając w niej okręty przeciwnika. 28 marca 1915 roku wraz z kilkoma innymi okrętami ostrzeliwał Cieśninę Bosfor, a jego hydroplany bombardowały wybrzeże. Brał udział także w wyjściu floty pod Bosfor, zakończonym  bitwą pod Bosforem 10 maja 1915, nie biorąc jednak udziału w walce. W kwietniu 1916 r. wspierał operację desantową wojsk rosyjskich na wybrzeżu Wschodniej Anatolii. Podczas wszystkich akcji bojowych unieszkodliwił 6 okrętów i statków nieprzyjacielskich. W I poł. 1917 r. przeszedł remont w Odessie. Po powrocie do służby został okrętem flagowym flotylli transportowej.

### Wojna domowa i okres międzywojenny
Podczas rewolucji październikowej okręt opanowali bolszewicy, a w jego kajutach rozlokowała się rada marynarzy Odessy. Od stycznia 1918 r. przechodził on remont w Sewastopolu.  Wiosną 1918 r. został przejęty przez okupacyjne oddziały niemieckie. Wiosną 1919 r. został przebazowany do Konstantynopola, gdzie obsadzili go Francuzi. Pod koniec 1919 r. został sprzedany Białym. Wszedł w skład Floty Czarnomorskiej Białych jako krążownik pomocniczy. We wrześniu 1920 r. dowództwo objął kpt. 2 rangi W. A. Grigorkow. Uczestniczył w ewakuacji z Gruzji na Krym dywizji kozackiej gen. Michaiła A. Fostikowa. W poł. listopada tego roku wraz z pozostałymi okrętami Białych ewakuował się z Krymu do Bizerty, gdzie pod koniec grudnia tego roku został internowany przez Francuzów. Pod koniec października 1924 r. przekazano go ZSRR, ale ze względu na zły stan techniczny władze bolszewickie sprzedały go na złom. Dopiero w 1934 r. okręt został zezłomowany.